# João Semedo
João Pedro Furtado da Cunha Semedo (Lisboa, 20 de junio de 1951-Lisboa, 17 de julio de 2018) fue un médico y político portugués.
En 1978, después de especializarse en neumología, se trasladó a Oporto, ciudad donde pasó a residir, donde ejerció como médico y desarrolló su actividad política y social.
Entre 2000 y 2006, fue presidente del Consejo de Administración del Hospital Joaquim Urbano, unidad de SNS especializada en enfermedades respiratorias y infecciosas.
Fue elegido diputado por el Partido Comunista Portugués en la Asamblea de la República en 1991-95. Posteriormente fue diputado en la misma Bloco de Esquerda a partir de 2006, partido del que fue, junto con Catarina Martins, coordinador desde el 11 de noviembre de 2012.